# ViaVoice
ViaVoice es un programa de reconocimiento de voz comercializado por IBM que permite que la computadora transforme en texto las palabras dictadas por una persona. Es necesario un micrófono para realizar la transformación.

## Historia
Antes del desarrollo de ViaVoice, IBM desarrolló un producto llamado VoiceType. En 1997, el ViaVoice se introdujo por primera vez al público en general. Dos años más tarde, en 1999, IBM lanzó una versión gratuita de ViaVoice.
En 2003, IBM otorgó a ScanSoft, creadores de Dragon NaturallySpeaking los derechos exclusivos de distribución mundial de ViaVoice para Windows y Mac OS X. Dos años más tarde, Nuance se fusionó con ScanSoft.